# Bandırma (district)
Bandırma is een Turks district in de provincie Balıkesir en telt 128.603 inwoners (2007). Het district heeft een oppervlakte van 713,4 km². Hoofdplaats is Bandırma.
De bevolkingsontwikkeling van het district is weergegeven in onderstaande tabel.
| 1997    | 2000    | 2007    |
| ------- | ------- | ------- |
| 113.167 | 120.753 | 128.603 |